# Andes Shōnen Pepero no Bōken
Andes Shōnen Pepero no Bōken (アンデス少年ペペロの冒険, Andesu Shōnen Pepero no Bōken, lit. "As Aventuras de Pepero, o Menino dos Andes") é um anime de 26 episódios criado por Tatsuya Ono e Sumio Takahashi que foi ao ar no canal NET Network entre 6 de outubro de 1975 e 29 de março de 1976 no Japão. A história segue Pepero, um menino de dez anos, em sua procura por seu pai, que sumiu durante uma investigação sobre a cidade mística de ouro El Dorado.
O anime foi exibido na Itália pelo Canale 5, Euro TV e Italia 1 sob o nome de Pepero, no Irã, onde obteve uma grande popularidade, o que não aconteceu quando foi exibido no Peru.
A série foi lançada em fevereiro de 2004 em DVD.